# ペルオキシド

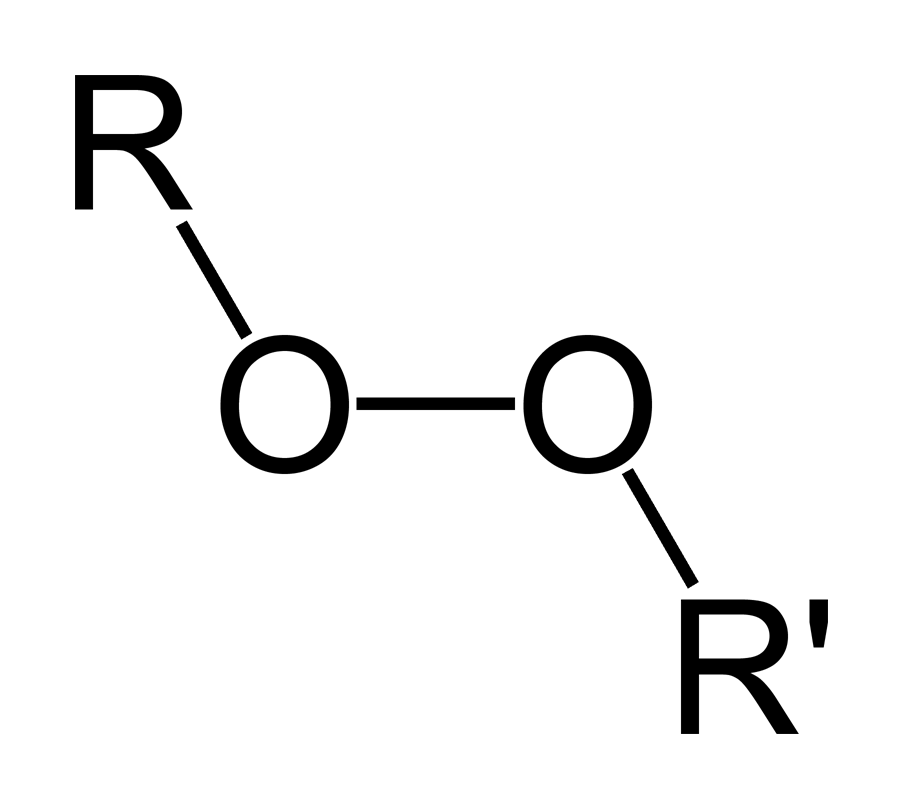
ペルオキシドの一般構造式

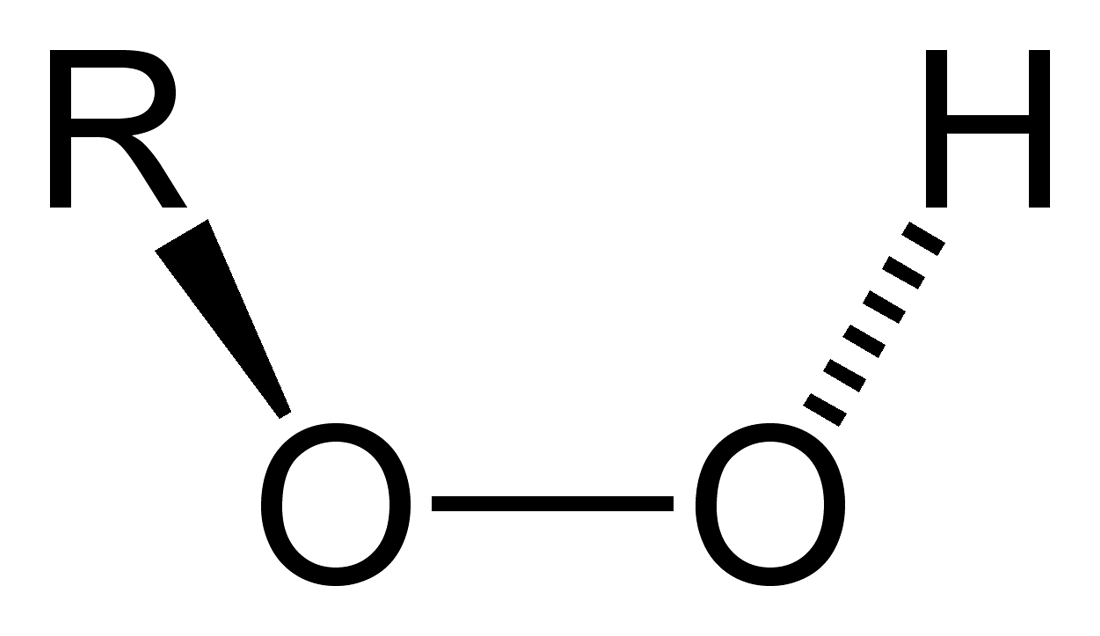
ヒドロペルオキシドの一般構造式

- ペルオキシド
- パロキサイド
- パーオキシド

ペルオキシド（英: peroxide）とは、広義では過酸化物の総称。パロキサイド、パーオキシドとも呼ばれる。狭義ではペルオキシ基 (peroxy group、-O-O-) を有し、一般構造式が R-O-O-R と表される有機過酸化物のこと。エーテルを母体とする過酸化物と考えることができる。また、対応するエーテルの自動酸化によってペルオキシドが生成する。英語の peroxide は過酸化物イオン（ペルオキシドイオン）O2− を持つ塩（無機過酸化物など）も含めるが、日本語では過酸化ナトリウムなどのように、「過酸化～」と呼ばれることが多い。酸素上に水素が置換した R-O-O-H の形の化合物はヒドロペルオキシド (hydroperoxide、ハイドロパロキサイド) と呼ばれる。

## 製造
ペルオキシドの製造方法としては、エーテル等の自動酸化、過酸化水素による酸化等が知られており、細かなものを含めると多岐に渡る。ただしペルオキシド自体の危険性が高いこともあり、多くの事故例が報告されている。

## 性質
ペルオキシドの酸素-酸素間の単結合は非常に壊れやすく、RO･形のフリーラジカルを作る。これは強化プラスチックに使われるポリエステル樹脂のような重合反応の触媒に使われる。特にメチルエチルケトンペルオキシド(MEKP)や過酸化ベンゾイルは一般的にこの用途で使われている。これはペルオキシドが不飽和結合に対して爆発的に重合反応を開始することを意味する。ゆえにペルオキシドは火薬としても使われる。
ほとんどのペルオキシドは引火性、爆発性、揮発性である。非常に反応性が高いため、製造中、使用中、保管中にかかわらず、これまでに多くの事故が発生している。
多くの液体エーテルは空気、光そして金属の存在下でゆっくりと（数ヶ月単位）非常に不安定なエーテルペルオキシド（例：ジエチルエーテルペルオキシド）を形成する。このためペルオキシドが生成してしまったことに気付かず、事故が起きる場合がある。例えば、ジエチルエーテルペルオキシドは5mgのような極微量であってもガラスの実験器具を粉々にする。過酸化アセトン(TATP)とヘキサメチレントリペルオキシドジアミンは爆発性のペルオキシドの代表例である。 TATPはいくつかの反応で廃棄物から偶然に形成される可能性がある。意図しないペルオキシド生成を防ぐため、ペルオキシドを発生しやすいエーテル等の化合物は、安全データシートの記載を遵守する必要がある。
また有機ペルオキシドは無機のそれと同様強力な漂白剤である。

## 化合物例
- ジ-tert-ブチルペルオキシド（過酸化ジ-tert-ブチル）
- ジメチルジオキシラン
- 過酸化アセトン
- メチルエチルケトンペルオキシド
- ヘキサメチレントリペルオキシドジアミン
- クメンヒドロペルオキシド